# Мурция
Мурция, Мурсия, Муртея, Миртея или Миртеа — имена древнейшей римской богини, в честь которой был воздвигнут храм в долине между Авентинским и Палатинским холмами в Древнем Риме. Мурция наиболее известна своей ассоциацией с Венерой, римской богиней любви, с которой она позже отождествлялась под именем Венера Мурция.

## Богиня ранних времён
Первоначально Мурция была богиней римской мифологии. Из-за неизвестного происхождения все знания о её истинной природе уже были утрачены во времена Древнего Рима, хотя считается, что это римская богиня мирта.

## Этимология
Римские знатоки и антикварии по-разному объясняли происхождение имени Мурция. Наиболее популярна версия Марка Теренция Варрона, который связывал имя с myrtea, происходящей от латинского myrtus, со значением мирт, полагая, что земля, занимаемая местом поклонения богине в Риме, была изначально засажена миртом. Кроме того, считалось, что имя указывает на особую связь богини, а затем и Венеры, с указанным растением.
Некоторые авторы, в основном христианские священнослужители, предпочитали выводить эпитет муркус, то есть глупый или неуклюжий, с целью дискредитации языческого культа. Наконец, другие получают его от сиракузского слова μυκρός, нежный.

## Место культа
Согласно Платнеру и Эшби, Мурцией также называли место поклонения богине, расположенное в долине между Палатином и Авентином в Риме. Плиний Старший, Мавр Сервий Гонорат и Плутарх отмечают, что в древние времена перед храмом стояла роща миртовых деревьев. Место, где поклонялись богине, описано различными классическими авторами как ara vetus (древний алтарь), sacellum (маленький храм без крыши), fanum (священный уголок) и aedes (маленький храм, который не имел официального освящения), но он, вероятно, состоял из простого алтаря, впоследствии окружённого стеной.

## Венера Мурция
Мурция была тесно связана, даже этимологически, с миртом, который, с другой стороны, также был священным для Венеры.
Эта взаимосвязь привела к отождествлению древнейшей богини с Венерой, так что Мурция и варианты её имени стали эпитетами богини любви, обычно используемыми, чтобы подчеркнуть её связь с миртом.
Помимо места поклонения, у Венеры Мурции была статуя, которая упоминается в работах Тертуллиана, Апулея, Варрона и Аврелия Августина и других.

## Производные топонимы
Постройки Большого цирка занимали долину, где находилось место поклонения, но алтарь был сохранён и был включён в корпус цирка, на юго-восточном конце пути, в части, ближайшей к Авентину. Культ Венеры Мурции, наряду с культом других богов, отправлялся в корпусе цирка. Часть пути и цирка возле священного места называли metæ Murcia (цель Мурции), а само место часто упоминается как ad Murciæ (рядом с Мурцией) и долина, где находился цирк, Vallis Murcia или Murciæ (Мурция или долина Мурции). Память об этом последнем географическом названии всё ещё присутствует в современном Риме с
Via di Valle Murcia и Roseto Comunale di Valle Murcia; розовый сад превратился в туристическую достопримечательность, расположенную недалеко от Большого цирка и, следовательно, недалеко от первоначального расположения священного места.
Некоторые учёные предложили в качестве возможного происхождения названия Мурсия, относящегося к испанскому городу с таким названием, гипотетический древний культ Мурции или Венеры Мурции в районе, где в настоящее время расположен город, и предположительно здесь было изобилие мирта. Первым, кто предположил это, был Франсиско Каскалес в своём труде «Исторические речи об очень благородном и верном городе Мурсии» (Discursos históricos de la muy noble y muy leal ciudad de Murcia), опубликованном в 1621 году.
Хотя происхождение названия места остаётся неясным, нельзя исключать этимологию, предложенную Каскалесом.

## Используемая библиография
- Murcia. Encyclopedia Mythica. Lindemans, Micha F.. Дата обращения: 6 марта 2009.
- Murcia, Murtia, Mirtea. Diccionario de Mitología Griega y Romana (y Antigüedad Clásica). Дата обращения: 18 февраля 2009.
- A topographical Dictionary of Ancient Rome (англ.). — London: Oxford University Press, 1929. sub vocem:
  - «Circus Maximus»
  - «Murcia»
  - «Vallis Murcia»
- Dictionary of Greek and Roman Biography and Mythology (англ.). — Boston: C. Little and J. Brown, 1870.

## Дополнительная библиография
- A Latin Dictionary (англ.). — Oxford: Oxford University Press, 1879.
- An Elementary Latin Dictionary (неопр.). — New York, Cincinnati, y Chicago: American Book Company, 1890.